# ろりめし
『ろりめし』は、猫間ことみつによる日本の漫画作品。リイド社のウェブコミック配信サイト『リイドカフェ』にて2014年11月より2016年12月まで連載された。
女子小学生大井しいなが主人公。後に彼女の友達を含む、外食による昼食模様を描く、料理・グルメ漫画である。
なお、誤解を受けそうなタイトルであるが、「ろりめしのろりは、ろんりーのろり」であると明言されている。単行本は全1巻。
続編に『ろりめし おかわり!』がある。

## 登場人物
人物名は各人が喋った台詞から取られている。
大井 しいな（おおい しいな）
主人公の女子小学生。私立日比谷小学校に通う五年生。物心付いた時には母親を亡くしているため、手作りの弁当を持参することが叶わず、大人と同じ所で、同じ物を食べるんだと決意。牛丼を手始めに外食に目覚めることとなり、毎回、様々な食べ物を堪能している。将来の夢はカンガルーを食べること。
大人に憧れているので友達の前では見栄を張ってブラックコーヒーを注文したりするが、じつは苦手だったり、パンダが大好きなどの子供っぽい所がある。パンダ好きのせいで、第7話ではパンダカレーになかなか匙を入れられなかったこともあった。背が低いのに劣等感があり、大きくなりたいと願っている。ややファザコン気味。
「ろりめしのひみつ」によると、好きな食べ物はハンバーグ。
蒼川 りね（あおかわ りね）
しいなの同級生。お嬢様風の上品な性格で、黒髪ストレートロングの日本美人。第4話から登場。しいなに興味があるらしく、積極的に関わって行こうとする（第17話終盤で同じ高校に通うようになっても、つきまとっていた）。
しいなは小柄なので、背の高い彼女と並ぶことに対するコンプレックスがあるらしい。
「ろりめしのひみつ」よると、好きな食べ物はお寿司、刺身。
馬杉 るう（うますぎ るう）
しいなの同級生。第4話から登場。第6話で「しいな」の名をいきなり呼び捨てにしたこともあるが、第14話で弟が生まれ、家族が増えることをしいなに問われるまで目立たなかった。
「ろりめしのひみつ」によると、好きな食べ物はにんじん。
板瀧 ますよ（いただき ますよ）
しいなの同級生。第4話から登場。母親が様々なキャラ弁を作るくせがあるので、しいなの外食にあまり付き合えない。
「ろりめしのひみつ」によると、好きな食べ物は母の手作り弁当。
しいなのパパ
しいなの父親。シングルファーザーで姓名不明。そして顔も直接描写されず、後ろ姿や顎の下だけを映すアングルのみである。
仕事が忙しいらしく、第10話の休日（しいなの誕生日）の会食中も席を外すことがしばしばあり、休みも「外国の南の島へ行く予定が、海はあっても泳げない日帰りの横浜」になってしまったことに（それまでか数話かけてパスポート取得したり水泳を頑張っていたのも、この休日の下準備であった）、しいなは不満を述べていた。会席後にしいなへパンダの縫いぐるみをプレゼントした。
第17話である女性と再婚する。

## メニュー
場所や店名などは版権問題から、作中では一部だけ表示したり変えてある（脚注参照）。
第1食：いわし○○○の たつたあげ
場所、中央合同庁舎第1号館北別館、「てしごとや 咲くら」。
内容、イワシ鯨竜田カレー
第2食：なぞの めんべんとう
場所、気象庁気象科学館、職員食堂
内容、麺弁当
第3食：はるの おとずれ
場所、憲政記念館、レストラン「霞ガーデン」
内容、オムライスハヤシソース
第4食：おなじ くらすの おんなのこ
場所、「さくら水産」（場所不明。新橋一丁目店?）
内容、日替わり定食ねぎとろ
第5食：ながさきの あじ
場所、虎ノ門一丁目、「長崎飯店」
内容、長崎ちゃんぽん
第6食：おとなの はんばーがー
場所、本郷三丁目、「ファイアーハウス」
内容、アップルバーガー
第7食：ぱんだちゃんの ゆうわく
場所、台東区役所、「チカショク さくら」
内容、パンダかれー
第8食：どようの うしのひ
場所、荻窪北口駅前通商店街、蒲焼き・串焼き うなぎ「川瀬」
内容、うな丼
第9食：なつの おもいで
場所、夜祭り会場（場所不明、靖国神社?）
内容、焼いか、ゲソ焼、焼き鳥、もつ煮込み、ステーキ、フランクフルト、鮎の塩焼き
第10食：ぱぱとの でーと
場所、横浜中華街、「萬珍樓」
内容、広東料理（朱雀前菜、フカヒレスープ、海老と帆立の二種作り、ほか）
第11食：いにしゃる しー
場所、虎ノ門一丁目、「峠そば」
内容、峠そば
第12食：しょくよくの あき
場所、東京大学学食
内容、赤門ラーメン
第13食：はじめての ろりめし
場所、「吉野家」（場所不明）
内容、牛丼
第14食：ないしょの きっさてん
場所、日比谷駅付近、珈琲館「紅鹿舎」
内容、ピザトースト
第15食：おふくろの あじ
場所、赤坂見附、おふくろの味「ねぎ」
内容、肉じゃが定食
第16食：おとなの おこさま らんち
場所、新橋駅前ビル、カフェテラス「ポンヌフ」
内容、ランチセット（ハンバーグ、ナポリタン、ロールパン、サラダ、プリン、アイスカフェオレのセット）
第17食：えびふらいの ちかい
場所、日比谷公園、「松本楼」
内容、エビフライ

## 書誌情報
- 猫間ことみつ 『ろりめし』 リイド社〈LEED Cafe comics〉、2017年2月3日初版第1刷発行（2017年1月20日発売）、ISBN 978-4-8458-4852-2
- 猫間ことみつ 『ろりめし おかわり！』 リイド社〈SPコミックス リイドカフェコミックス〉、2025年1月28日発売、ISBN 978-4-8458-6854-4